# مالناته
مالناته (به ایتالیایی: Malnate) یک کومونه در ایتالیا است که در استان وارزه واقع شده‌است.

## خصوصیات
مالناته ۸ کیلومترمربع مساحت و ۱۶٬۰۶۶ نفر جمعیت دارد و ۳۵۵ متر بالاتر از سطح دریا واقع شده‌است.